# 12151 Oranje-Nassau
A 12151 Oranje-Nassau (ideiglenes jelöléssel 1220 T-1) a Naprendszer kisbolygóövében található aszteroida. Cornelis Johannes van Houten,  Ingrid van Houten-Groeneveld és Tom Gehrels fedezte fel 1971. március 25-én.